# L'amour est blette
Pour plus de détails, voir Fiche technique et Distribution.
L'amour est blette est un film français de Magali Clément, sorti en 1988.

## Synopsis
Comment cet homme et cette femme trouveront-ils le temps de se parler d'amour ? Elle, comme toutes les femmes au foyer, a tout le ménage à faire sans parler des enfants dont s'occuper et en plus, aujourd'hui, elle a ce satané plat de blettes à préparer. Aura-t-elle le temps d'accomplir toutes ces tâches avant que lui, qui travaille à l'extérieur, rentre à la maison ?

## Fiche technique
- Titre original : L'amour est blette
- Réalisation : Magali Clément
- Scénario : Magali Clément
- Décors : Régis Des Plas
- Photographie : Richard Andry
- Son : Jean-Marcel Milan
- Montage : Laurence Leininger
- Musique : Michel Berger
- Directeur de production : Patrick Meunier
- Pays de production :  France
- Langue : français
- Société de production : Les Films du Cherche Midi (France)
- Sociétés de distribution : Réseau Alternatif de Diffusion, Pathé, Agence du court métrage
- Format : couleur — 35 mm — son son mono
- Durée : 7 minutes
- Genre : comédie
- Date de sortie : 
  - France : 10 février 1988[1]
- Mention CNC : France : tous publics (visa d'exploitation no 64604 délivré le 18 mars 1987)

## Distribution
- Grace de Capitani : elle
- Bernard-Pierre Donnadieu : lui